# شورش سال ۱۰۸۸ انگلستان

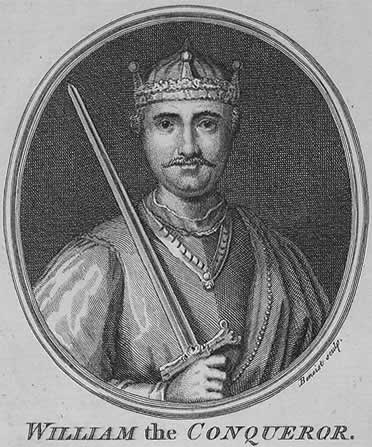
ویلیام فاتح پدر ویلیام دوم و رابرت

شورش سال ۱۰۸۸ میلادی به دنبال مرگ ویلیام فاتح، پادشاه انگلستان روی داد و به تقسیم اراضی انگلستان و نورماندی میان دو پسر او، ویلیام رفوس و رابرت کورتوز انجامید. خصومت‌ها ۳ تا ۶ ماه بعد به طول انجامید تا این که ویلیام با شکست دادن رابرت حکومت انگلستان و نورماندی را شخصاً متصرف شد.